# Jean Danne
Jean Jacques Edmund Danne (* 27. April 1912 in Paris; † 8. August 1959 in Gif-sur-Yvette) war ein französischer Autorennfahrer.

## Karriere als Rennfahrer
Jean Danne nahm in den 1930er-Jahren jeweils zweimal an den 24-Stunden-Rennen von Le Mans- und Spa-Francorchamps teil. In Le Mans kam er sowohl 1932 als auch 1933 nicht ins Ziel. In Spa erreichte er 1932 den siebten Gesamtrang und gewann die Rennklasse bis 2 Liter Hubraum.

## Statistik

### Le-Mans-Ergebnisse
| Jahr | Team       | Fahrzeug  | Teamkollege     | Platzierung | Ausfallgrund    |
| ---- | ---------- | --------- | --------------- | ----------- | --------------- |
| 1932 | Jean Danne | Rally NCP | Jacques Gergaud | Ausfall     | Zündungsschaden |
| 1933 | Jean Danne | Rally NCP | Charles Duruy   | Ausfall     | Unfall          |